# Canarino mannaro
Canarino mannaro је двоструки студијски албум италијанске певачице Мине из 1994. Албум је заузео прво место на врху листе Италије, а његова продаја након месец дана релиза износила је 260 хиљада примерака.

## Списак пјесама

### Први део
1. Che mi importa del mondo — 3:55
2. Va bene, va bene così — 5:30
3. Wave — 5:07
4. Oro / La canzone del sole — 6:03
5. Il posto mio — 5:29
6. Je so pazzo — 3:43
7. 'Na voce 'na chitarra (e 'o poco 'e luna) — 4:37
8. Crazy — 5:46
9. Rosso — 4:29
10. Come Together — 7:42

### Други део
1. Noi — 5:27
2. Fosse vero — 4:23
3. Rotola la vita — 4:48
4. Tu dimmi che città — 4:05
5. Non è niente — 5:02
6. Amore — 5:20
7. In onda — 4:41
8. Tornerai qui da me — 4:59
9. Continuando — 4:23
10. Impagliatori d'aquile — 4:12

## Позиције на листама
| Листа (1994)              | Највиша позиција |
| ------------------------- | ---------------- |
| Европа (Music & Media)    | 30               |
| Италија (Musica e dischi) | 1                |